# Зацарённый, Измаил Максимович
Измаи́л Макси́мович Зацарённый (1850 — 8 ноября 1887) — русский морской офицер, капитан 2-го ранга. Участник русско-турецкой войны 1877-1878 годов. Георгиевский кавалер. Пионер внедрения и применения миноносцев.

## Биография
В 1870 году окончил Морское училище и получил звание гардемарина. Находился в плавание по Финскому заливу на фрегате «Пересвет»
В 1870—1871 годах с С. О. Макаровым совершил переход на паровой шхуне «Тунгуз» под командованием капитан-лейтенанта И. М. Григораша из Кронштадта на Дальний Восток. Далее служил на кораблях Тихоокеанской эскадры: клипер «Абрек», корвет «Богатырь», корвет «Витязь». В 1872 году Измаилу Максимовичу присвоен чин мичмана.
в 1874 году вернулся на Балтику и 15 июля был награждён орденом Св. Станислава III степени. 15 апреля 1875 года назначен ревизором клипера «Яхонт».
1 января 1876 года произведен в чин лейтенанта и 28 октября того же года окончил Минный офицерский класс, и добровольно отправился на Чёрное море где разворачивались события Русско-турецкой войны 1877—1878 годов.
Вместе с лейтенантом С. О. Макаровым предложил использовать катера с шестовыми минами, участвовал в переоборудовании парохода «Великий Князь Константин», на который был назначен старшим минным офицером. Служил на нём опять же под командованием лейтенанта С. О. Макарова.
Командуя минными катерами (сам находился на минном катере «Чесма»), принимал непосредственное участие в минных и торпедных атаках турецких кораблей 1 и 29 мая, 15 декабря 1877 года и 14 января 1878 года. За эти действия был произведен в капитан-лейтенанты и награждён Орденом Святого Георгия IV степени — золотым оружием с надписью «За храбрость» и Орденом Святого Владимира IV степени с мечами и бантами.
1 мая 1878 года Зацарённому было поручено поставить и охранять минные заграждение в Бургасе.
Успешное применение Русским флотом минного оружия в боевых действиях на Черном море и Дунае было во многом заслугой лейтенанта Зацарённого. Кроме Черноморского, позже служил и Балтийском флоте.
Зацарённый выступал как убежденный сторонник создания на замкнутых Балтийском и Черноморском театрах минных кораблей до крейсерского типа включительно.
В 1880 году командирован в Англию на судостроительный завод фирмы «Ярроу», где принял командование строившимся миноносцем «Батум». Под управлением Зацарённого корабль совершил сложный переход протяженностью 4805 миль из Англии в черноморский порт Николаев за 2 месяца. Этот переход доказал возможность длительного плавания малых минных кораблей в открытом море.
В 1881—1882 годах — начальник рейдовой минной партии на Чёрном море.
В 1883—1886 годах — старший офицер броненосного крейсера «Дмитрий Донской», на котором совершил двухлетнее заграничное плавание.
С 1886 года — командир монитора «Броненосец» Балтийского флота.
Весной 1887 года Зацарённый заболел психически и 8 ноября 1887 года скончался.

## Память
- Именем Измаила Максимовича Зацарённого был назван вступивший в строй в 1909 году минный крейсер (эсминец) Черноморского флота «Лейтенант Зацаренный».